# Rue Sarmiento
La rue Sarmiento est une rue de la ville espagnole de Pontevedra, située dans le centre historique de la ville.

## Origine du nom
La rue porte le nom de Martín Sarmiento (1695-1772), écrivain et érudit qui a passé son enfance et une partie de sa jeunesse à Pontevedra. Le père Sarmiento a fait ses études dans l'ancien collège jésuite de la rue qui porte son nom.

## Histoire
La rue Sarmiento est l'une des plus anciennes de Pontevedra, documentée dès 1437 dans le livre du Concello Vello. Elle constituait l'axe principal de la vieille ville de Pontevedra, avec la rue Isabel II, autour de laquelle s'articulaient d'autres rues secondaires, formant un exemple classique de ville médiévale avec un plan en arêtes de poisson.
Au Moyen Âge, le tronçon de la rue où se trouve le pazo García Flórez jusqu'à la rue Gregorio Fernández s'appelait rue Nuño Fatel et faisait partie de la dernière extension des remparts construits au XVe siècle. L'autre partie de la rue s'appelait rue de la Foire. Les voyageurs venant de Castille entraient dans l'enceinte fortifiée par la rue Sarmiento.
En 1561, une partie de la rue portait encore le nom de Nuño Fatel, qui disparut au siècle suivant, englobé dans le nom générique de Feria Vieja (Vieux Marché), nom par lequel la place de la Verdura était identifiée.
Depuis 1653, la rue porte le nom de rue de la Compagnie, en raison de la construction du collège de la Compagnie de Jésus à son extrémité et de l'installation des Jésuites à cet endroit. En 1854, la rue a été définitivement rebaptisée rue Sarmiento.

## Description
La rue Sarmiento suit un axe ouest-est et se situe entre la rue Real et le confluent des rues Cobián Roffignac et Padre Amoedo. Elle longe le côté nord des places Méndez Núñez et Verdura.
Il s'agit d'une rue piétonne pavée de 290 mètres de long, au tracé légèrement sinueux et en pente douce vers le centre de la rue, au cœur de la vieille ville de Pontevedra. Des rues comme Don Gonzalo, César Boente et Pasantería y convergent. Sa largeur moyenne est de 3,60 mètres.
Il s'agit de la rue transversale la plus importante d'ouest en est dans la vieille ville, tout comme la rue Isabel II. On y trouve différents établissements commerciaux, des hôtels et des édifices tels que l'église Saint-Barthélemy, le collège de la Compagnie de Jésus, le pazo García Flórez appartenant au musée de Pontevedra ou l'hôtel particulier éclectique du XIXe siècle de Bernardo López Abadín sur l'emplacement de l'ancienne maison de la famille Bermúdez de Castro connue sous le nom de Maison de la Miséricorde.

## Bâtiments remarquables
L'église baroque Saint-Barthélémy, construite entre 1695 et 1714 par la Compagnie de Jésus, selon les plans de l'église du Gesù à Rome, se dresse dans la rue Sarmiento. Il s'agit de l'église du collège annexe que les Jésuites possédaient dans la ville entre 1650 et 1767,. C'est l'un des rares exemples d'architecture baroque italienne existant en Galice, avec laquelle le baroque international y a été introduit. Sur sa façade, les six grandes colonnes doriques, les tours et le fronton supérieur sont caractéristiques du baroque jésuite. Elle porte également les armoiries de la famille Pimentel et, au sommet, un grand blason en pierre de la Couronne de Castille.
À côté de l'église Saint-Barthélemy se trouve le Collège de la Compagnie, également de style baroque. À l'extérieur, l'édifice de deux étages présente une longue et sobre façade de granit, percée de nombreuses fenêtres symétriques, à laquelle la partie la plus proche de la rue Cobián Roffignac a été ajoutée ultérieurement. La porte à linteau située à l'angle près de l'église est remarquable. Elle est décorée de plaques et de pilastres et surmontée d'un grand blason de l'Espagne sculpté dans la pierre dans un médaillon.
Le Pazo García Flórez est un pazo baroque du XVIIIe siècle situé entre la rue Sarmiento et la place de la Leña. La façade principale, qui donne sur la rue Sarmiento, présente un portique à trois arcs sur de grandes colonnes. Au premier étage, il y a trois portes, entourées dans leur partie inférieure de volutes, et au deuxième étage, il y a deux portes avec des balcons qui se prolongent jusqu'aux façades adjacentes, entre lesquelles se trouve un grand blason de pierre couronné par un grand heaume, à l'origine doré et polychrome, entouré de cinq médaillons. À l'intérieur du blason, les lignées des familles Estévez, Suárez, Fariña et Flórez sont représentées. Dans les angles de la partie supérieure de la façade se trouvent deux gargouilles.
Au numéro 43 de la rue se trouve l'hôtel particulier de Bernardo López Abadín, de style éclectique français du XIXe siècle. De nombreux éléments décoratifs ont été importés de Paris, comme les boiseries intérieures, le verre imprimé, les plâtres et les ferronneries. Le palais a été conçu par l'architecte Ricardo de Arístegui en 1870 et a été financé par Manuel Durán. À l'extérieur, les galeries des façades, la corniche supérieure à motifs circulaires et la cheminée sont remarquables. À l'intérieur, le vestibule mène à un escalier éclairé par une verrière pyramidale et précédé d'une porte en treillis en fonte. La reine Victoire-Eugénie de Battenberg a dormi dans l'un des lits à baldaquin de l'hôtel particulier lors d'une visite à Pontevedra.
Du côté ouest de la rue, la maison du numéro 8 date du XVIIe siècle et présente un blason des lignées Moscoso et Mendoza sur la façade de l'étage supérieur.

## Galerie d'images

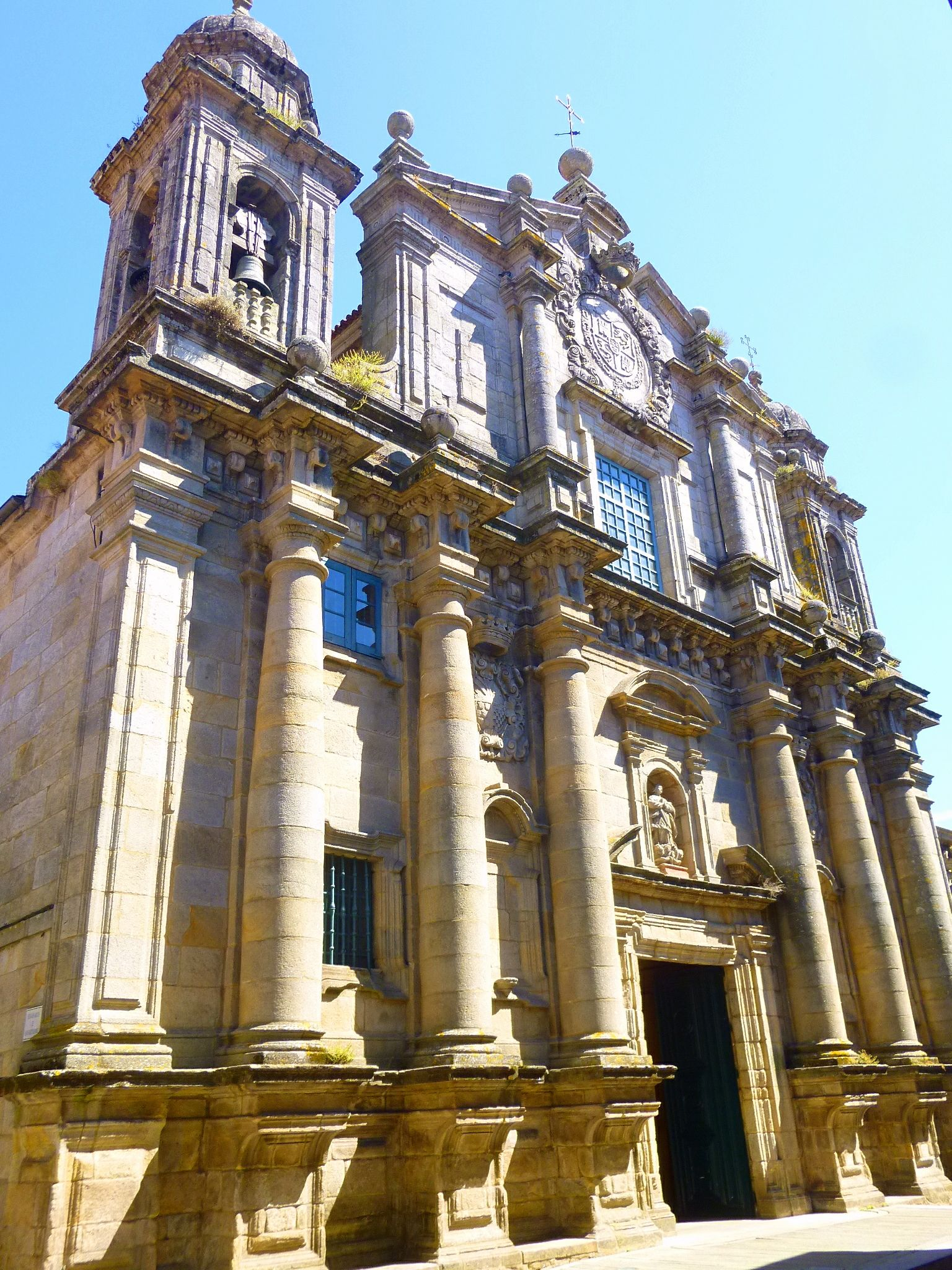
Église Saint-Barthélemy
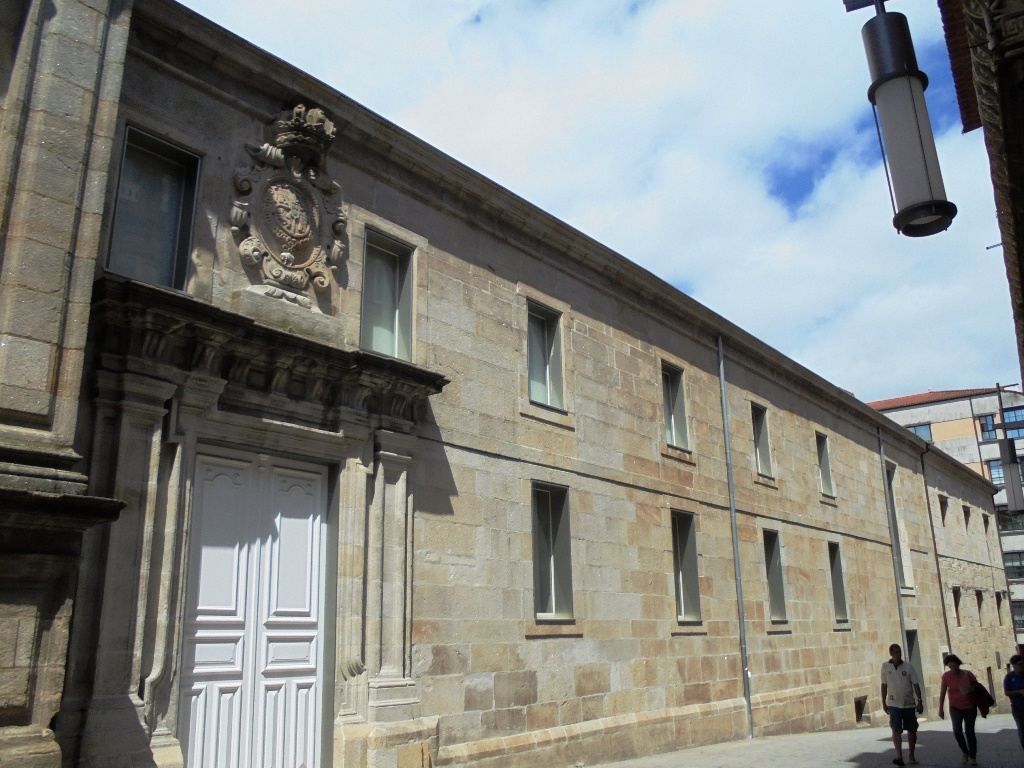
Collège des Jésuites
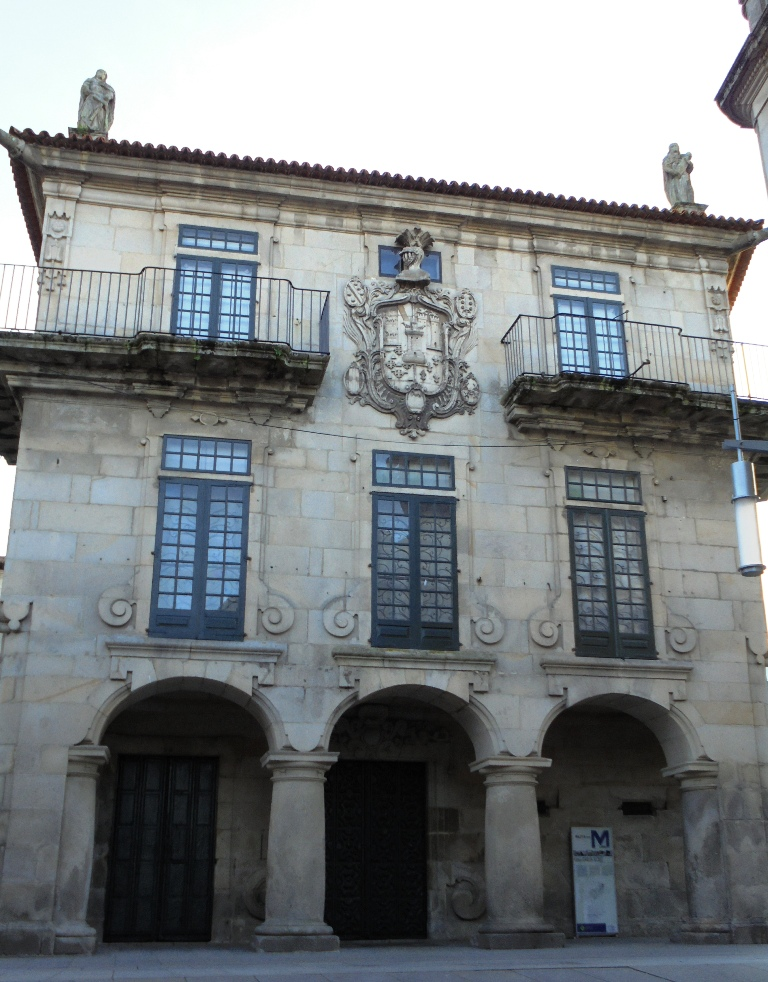
Pazo García Flórez
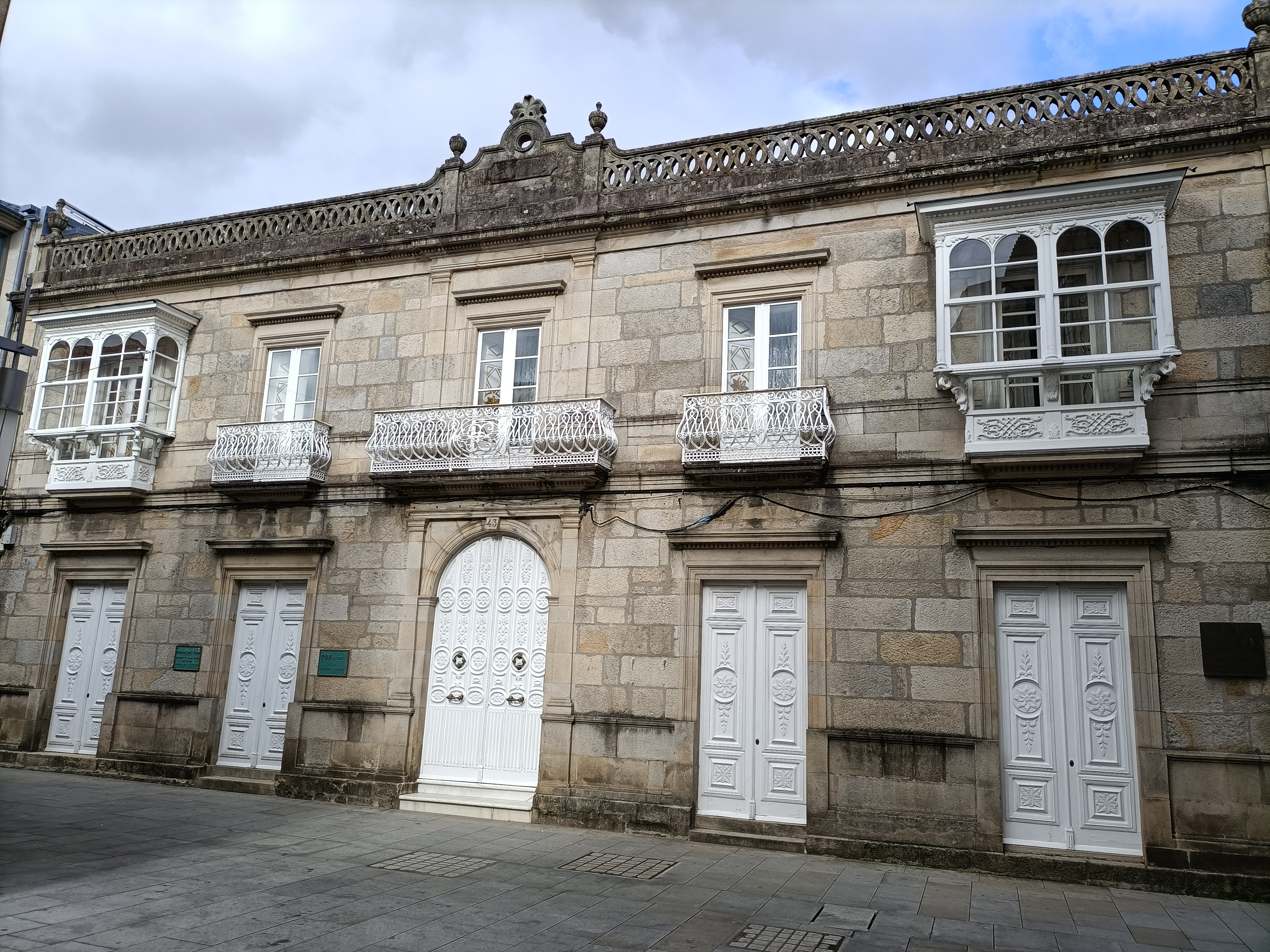
Hôtel particulier de Bernardo López Abadín
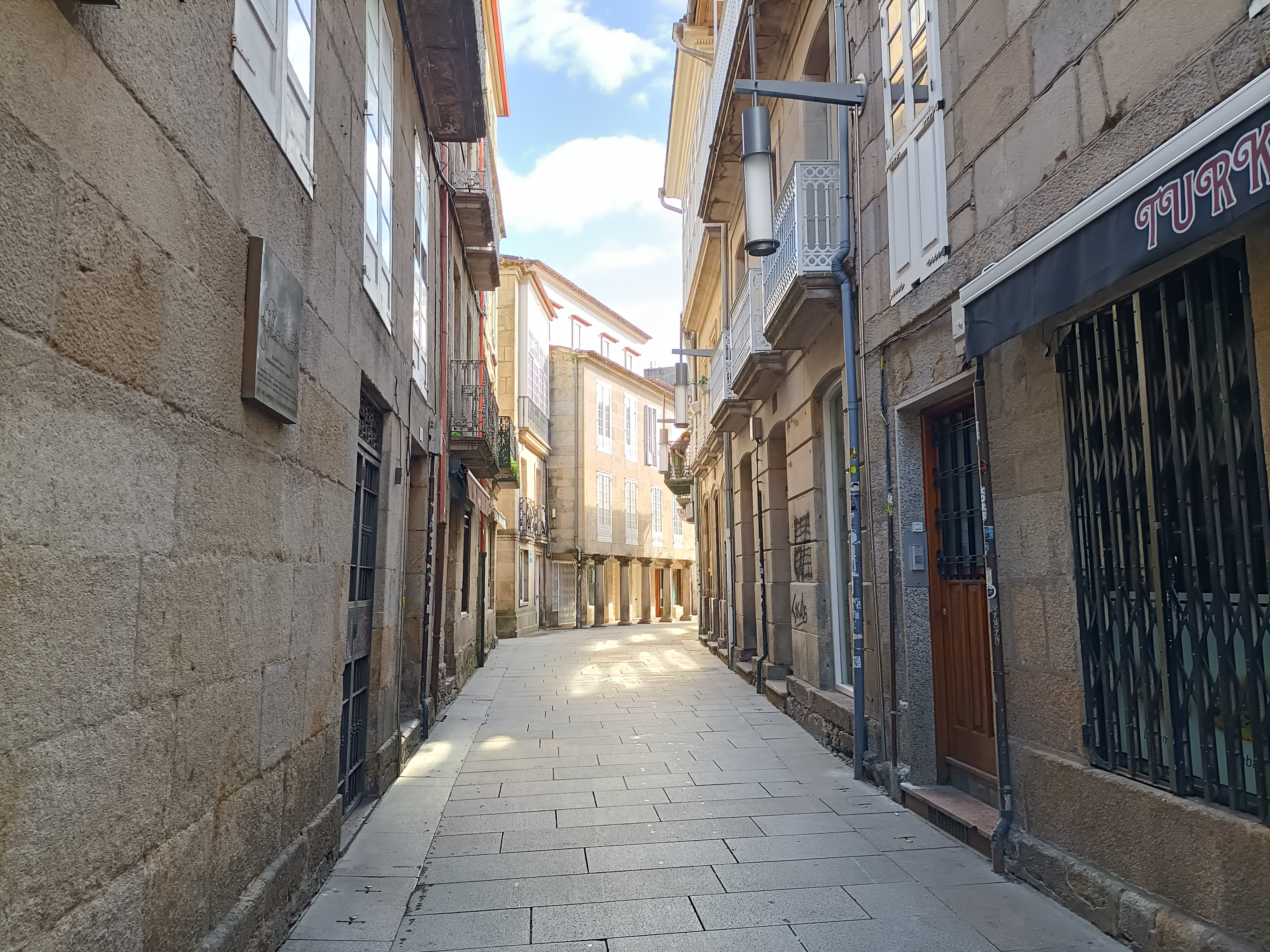
Premier tronçon de la rue Sarmiento
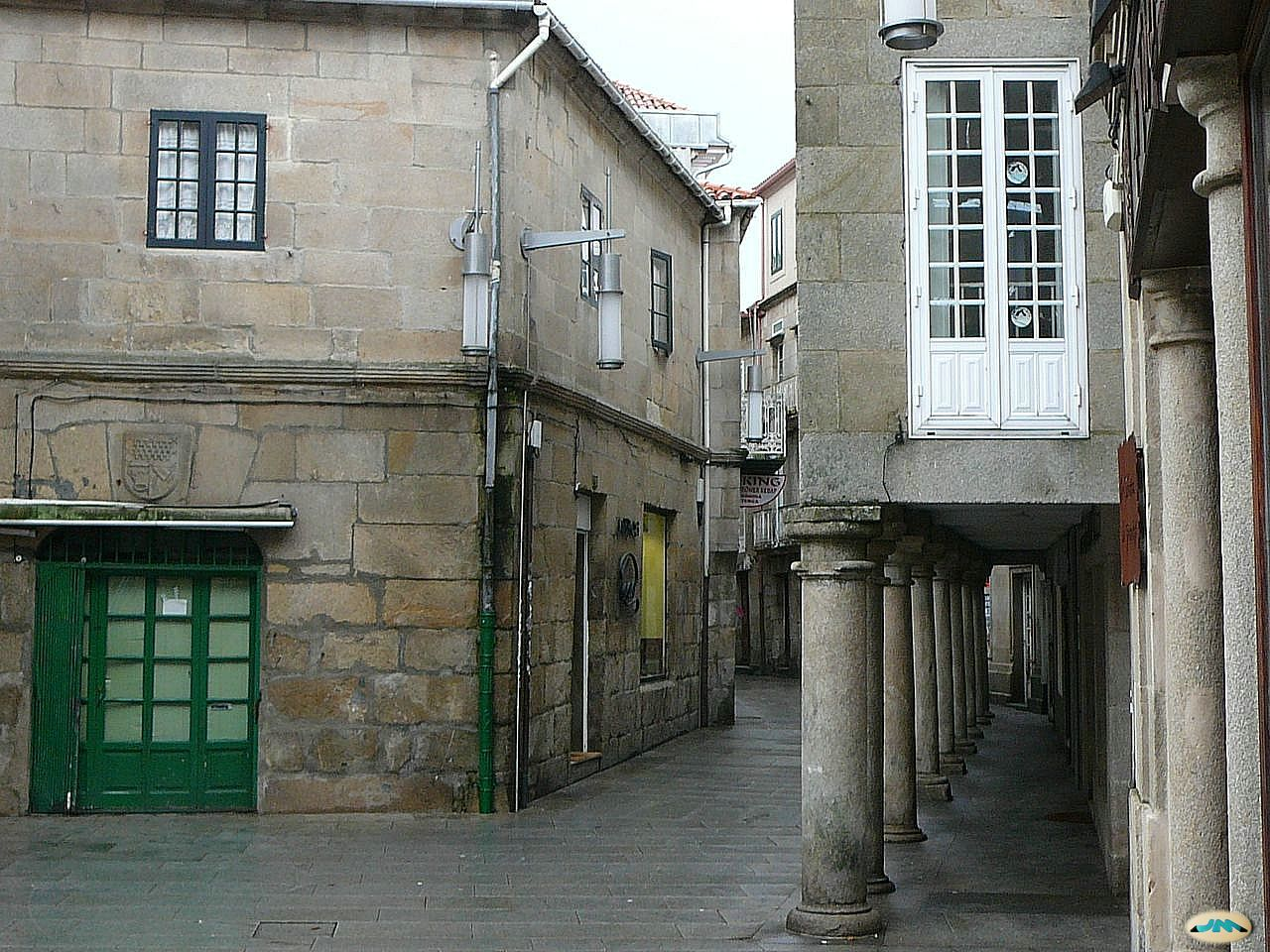
Extrémité ouest de la rue avec arcades
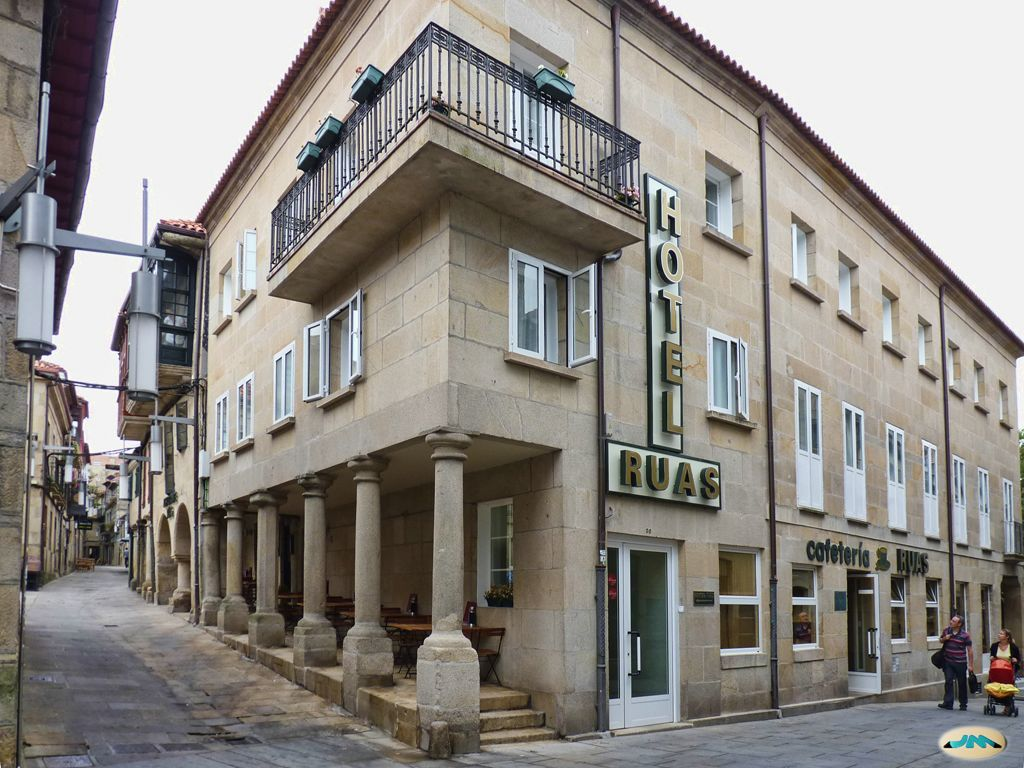
Hôtel Rúas rue Sarmiento
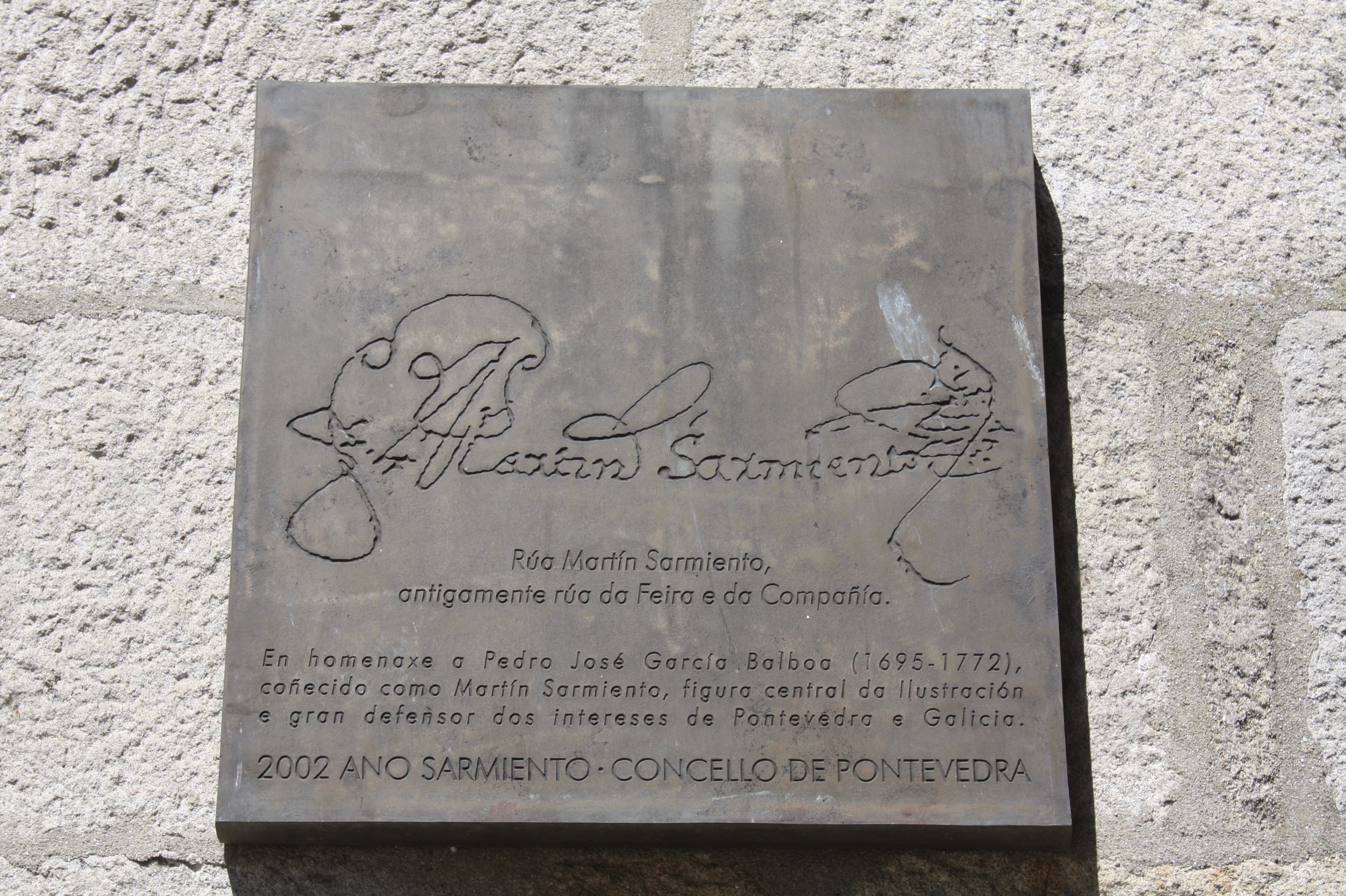
Plaque en hommage à Martín Sarmiento dans la rue qui porte son nom
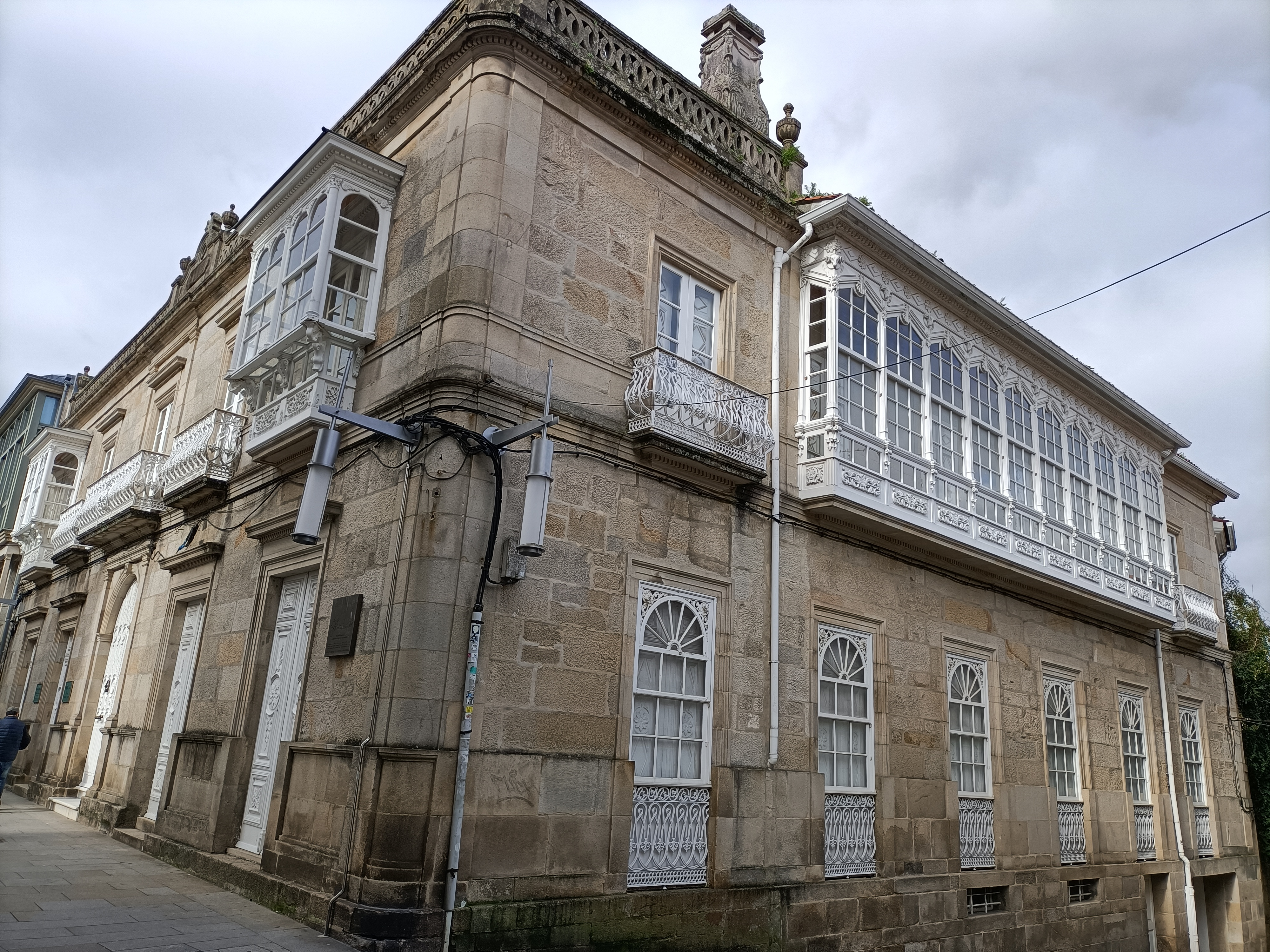
Façade latérale de l'hôtel particulier de Bernardo López, datant du XIXe siècle, avec sa cheminée emblématique et ses galeries.
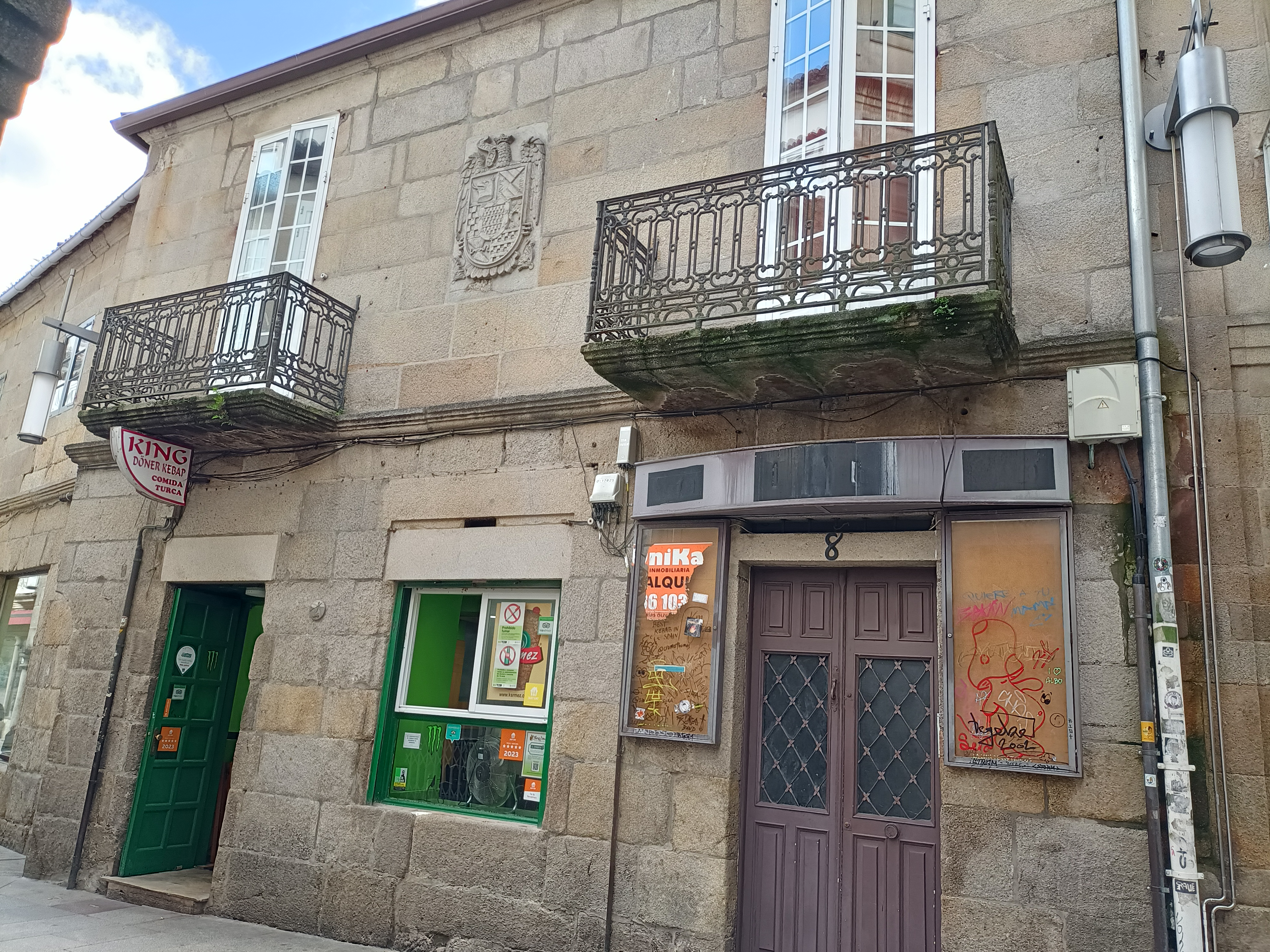
Maison du XVIIe siècle avec les armoiries des familles Moscoso et Mendoza.